# Mauro Bertarelli
Mauro Bertarelli (Arezzo, 15 settembre 1970) è un dirigente sportivo, allenatore di calcio ed ex calciatore italiano, di ruolo attaccante.

## Biografia
Figlio d'arte, suo padre è Giuliano Bertarelli, attaccante in Serie A negli anni 70 nelle file di Cesena e Fiorentina; Mauro nasce ad Arezzo nell'annata in cui il padre militava nella compagine amaranto. Anche il fratello Luca è stato calciatore, disputando alcune partite in Serie A nella stagione 1992-93 nelle file dell'Ancona, compiendo poi la restante parte della carriera prevalentemente in Serie C.

## Carriera

### Giocatore

#### Club

##### Gli inizi, l'Ancona

Bertarelli all'Ancona nel 1991

Disputa le giovanili nelle file dello Jesi con cui debutta in prima squadra nella stagione 1987-1988, in Serie C2. Nell'estate 1988 viene prelevato dall'Ancona con cui disputa una stagione nei ranghi della squadra Primavera, senza presenze in prima squadra.
Nell'annata 1989-1990 viene ceduto in prestito al Rimini, in C2, dove realizza 4 reti in 15 apparizioni in prima squadra. Torna quindi nelle file dell'Ancona, dove disputa due stagioni in Serie B, coronati con la promozione in Serie A al termine del campionato 1991-1992, alla quale contribuisce realizzando 9 reti.

##### Sampdoria
Viene acquistato dalla Juventus, la quale nella stessa sessione di mercato lo cede, congiuntamente ad altri giovani quali Eugenio Corini, Michele Serena e Nicola Zanini, alla Sampdoria, quale parziale contropartita per l'acquisto di Gianluca Vialli.
Le prime due stagioni in maglia blucerchiata sono piuttosto altalenanti poiché non riesce a imporsi titolare (42 presenze in 2 campionati) né a mettere a segno un numero rilevante di realizzazioni: solo 4 in due anni, anche se alcune di esse molto prestigiose, quali una nel derby della Lanterna dell'annata 1992-1993 vinto per 4-1 e un'altra nella finale di Coppa Italia 1993-1994 vinta contro i suoi ex compagni dell'Ancona. L'inizio della stagione 1994-1995 è invece promettente, con la conquista di un posto da titolare e reti sia in campionato sia in Coppa delle Coppe.
La parabola ascendente della carriera di Bertarelli termina il 29 settembre 1994 quando, nel ritorno del primo turno della Coppa delle Coppe 1994-1995, a Genova contro i norvegesi del Bodø/Glimt, in uno scontro col portiere avversario Rohnny Westad riporta un grave infortunio al ginocchio sinistro (lussazione della rotula e rottura del legamento crociato) che lo obbliga a un lungo stop. Torna in campo solamente nella primavera del 1996 disputando otto spezzoni di partita, quindi la Sampdoria lo cede in prestito all'Empoli per la stagione 1996-1997.

##### Empoli e Ravenna
Nelle file dei toscani Bertarelli riesce a mettere a segno 5 reti nel campionato di B, contribuendo alla promozione empolese in massima serie; dimostra di non aver perso le sue doti di attaccante, ma allo stesso tempo di non avere mai recuperato appieno dall'infortunio, riuscendo a totalizzare solo 25 presenze. Nella stagione successiva passa al Ravenna, sempre in cadetteria, ma anche in Romagna le condizioni fisiche ne limitano notevolmente l'utilizzo e l'efficacia. Resta a Ravenna per un quadriennio, sempre tra i cadetti, fino al ritiro.
In carriera ha totalizzato complessivamente 52 presenze e 5 reti in Serie A e 169 presenze e 27 reti in Serie B.

#### Nazionale
Mai convocato nella nazionale maggiore, vanta invece 5 presenze e 2 reti nella nazionale Under-21, con la quale ha vinto il campionato europeo 1992, segnando un gol alla Cecoslovacchia nei quarti di finale, e 2 presenze con una rete nella nazionale Under-23, con la quale ha preso parte nel 1993 ai XII Giochi del Mediterraneo chiusi dagli azzurrini al quarto posto.

### Dopo il ritiro
Ritiratosi dall'attività professionistica nel 2002, diventa in seguito allenatore nel settore giovanile dell'Ancona. Dopo alcune anni nel settore giovanile doriche, passa per due stagioni nell'Academy Civitanovese per la categoria Allievi. Frattanto riprende l'attività agonistica a livello dilettantistico nelle file del Cisliano, nel campionato 2012-2013 di Prima Categoria.
Nel 2020 approda nel settore giovanile del Circolo Sportivo Loreto, societá marchigiana nata nel 1902 che milita nel campionato di Promozione. Dopo una stagione come tecnico degli Allievi e degli Esordienti, per la stagione 2021-2022 gli viene affidata la guida della squadra Juniores regionale e la responsabilità di tutto il settore giovanile della società mariana. Dall'annata seguente ricopre il solo ruolo dirigenziale di responsabile del settore giovanile.

## Palmarès

### Giocatore

#### Club
- Coppa Italia: 1

Sampdoria: 1993-1994

#### Nazionale
- Campionato d'Europa Under-21: 1

1992